# GREEN (辛島美登里のアルバム)
『GREEN』（グリーン）は、辛島美登里の3枚目のスタジオ・アルバムである。1991年2月27日発売。発売元はファンハウス。規格品番はFHCF-9617。

## 概要
前年の1990年に発売されたシングルA面曲「笑顔を探して」（FHDF-1049）と「サイレント・イヴ」（FHDF-1060）が収録されたアルバム。オリコンチャートで第1位を獲得した。1度は工藤静香のスタジオ・アルバム『mind Universe』（PCCA-00229）に首位を奪われたものの、翌週には第1位に返り咲いている。
アルバムの冒頭を飾り、テレビ番組『地球ZIG ZAG』（MBSテレビ制作）の主題歌に起用された「夢の中で〜Graduation〜」がCDシングルとして本アルバムと同時発売された（FHDF-1081）。また、のちに「オリーブの休日」がシングルカットされている（FHDF-1097）。
「夢の中で〜Graduation〜」は卒業ソングとして、「笑顔を探して」はテレビアニメ『YAWARA!』（読売テレビ）のエンディングテーマ（同時期のオープニングテーマは今井美樹の『雨にキッスの花束を』）になっていたため、20代以上だけではなく、男女問わず中学生・高校生・大学生などからも支持を得ていた。
2024年5月29日、『GREEN+2』のタイトルで音楽配信サイトにて配信スタート（「笑顔を探して」カップリング曲の「夢をつないで」、「サイレントイヴ」カップリング曲の「Merry X'mas to you」の2曲を追加収録）

## 収録曲
| 全作詞・作曲: 辛島美登里。 |                                                         |            |            |          |      |
| #                          | タイトル                                                | 作詞       | 作曲・編曲 | 編曲     | 時間 |
| 1.                         | 「夢の中で〜Graduation〜」                              | 辛島美登里 | 辛島美登里 | 佐藤準   | 4:16 |
| 2.                         | 「オリーブの休日」                                      | 辛島美登里 | 辛島美登里 | 佐藤準   | 4:32 |
| 3.                         | 「笑顔を探して」                                        | 辛島美登里 | 辛島美登里 | 若草恵   | 5:01 |
| 4.                         | 「恋はシャッフル」(「オリーブの休日」のC/W曲。)         | 辛島美登里 | 辛島美登里 | 佐藤準   | 4:15 |
| 5.                         | 「サイレント・イヴ」                                    | 辛島美登里 | 辛島美登里 | 若草恵   | 4:40 |
| 6.                         | 「Farewell」                                            | 辛島美登里 | 辛島美登里 | 若草恵   | 5:25 |
| 7.                         | 「一番みじかいKiss」                                    | 辛島美登里 | 辛島美登里 | 若草恵   | 4:47 |
| 8.                         | 「涙のリフレイン」                                      | 辛島美登里 | 辛島美登里 | 若草恵   | 4:43 |
| 9.                         | 「ネコの目」                                            | 辛島美登里 | 辛島美登里 | 多田彰文 | 5:19 |
| 10.                        | 「裸足のエリーゼ」(「夢の中で〜Graduation〜」のC/W曲。) | 辛島美登里 | 辛島美登里 | 若草恵   | 6:23 |
| 合計時間:                  | 合計時間:                                               | 合計時間:  | 49:21      |          |      |

| 全作詞・作曲: 辛島美登里（except M-12 作詞：辛島美登里・永井真理子）。 |                            |                                                          |                                                          |          |      |
| #                                                                      | タイトル                   | 作詞                                                     | 作曲・編曲                                               | 編曲     | 時間 |
| 1.                                                                     | 「夢の中で〜Graduation〜」 | 辛島美登里（except M-12 作詞：辛島美登里・ 永井真理子 ） | 辛島美登里（except M-12 作詞：辛島美登里・ 永井真理子 ） | 佐藤準   | 4:16 |
| 2.                                                                     | 「オリーブの休日」         | 辛島美登里（except M-12 作詞：辛島美登里・ 永井真理子 ） | 辛島美登里（except M-12 作詞：辛島美登里・ 永井真理子 ） | 佐藤準   | 4:32 |
| 3.                                                                     | 「笑顔を探して」           | 辛島美登里（except M-12 作詞：辛島美登里・ 永井真理子 ） | 辛島美登里（except M-12 作詞：辛島美登里・ 永井真理子 ） | 若草恵   | 5:01 |
| 4.                                                                     | 「恋はシャッフル」         | 辛島美登里（except M-12 作詞：辛島美登里・ 永井真理子 ） | 辛島美登里（except M-12 作詞：辛島美登里・ 永井真理子 ） | 佐藤準   | 4:15 |
| 5.                                                                     | 「サイレント・イヴ」       | 辛島美登里（except M-12 作詞：辛島美登里・ 永井真理子 ） | 辛島美登里（except M-12 作詞：辛島美登里・ 永井真理子 ） | 若草恵   | 4:40 |
| 6.                                                                     | 「Farewell」               | 辛島美登里（except M-12 作詞：辛島美登里・ 永井真理子 ） | 辛島美登里（except M-12 作詞：辛島美登里・ 永井真理子 ） | 若草恵   | 5:25 |
| 7.                                                                     | 「一番みじかいKiss」       | 辛島美登里（except M-12 作詞：辛島美登里・ 永井真理子 ） | 辛島美登里（except M-12 作詞：辛島美登里・ 永井真理子 ） | 若草恵   | 4:46 |
| 8.                                                                     | 「涙のリフレイン」         | 辛島美登里（except M-12 作詞：辛島美登里・ 永井真理子 ） | 辛島美登里（except M-12 作詞：辛島美登里・ 永井真理子 ） | 若草恵   | 4:43 |
| 9.                                                                     | 「ネコの目」               | 辛島美登里（except M-12 作詞：辛島美登里・ 永井真理子 ） | 辛島美登里（except M-12 作詞：辛島美登里・ 永井真理子 ） | 多田彰文 | 5:19 |
| 10.                                                                    | 「裸足のエリーゼ」         | 辛島美登里（except M-12 作詞：辛島美登里・ 永井真理子 ） | 辛島美登里（except M-12 作詞：辛島美登里・ 永井真理子 ） | 若草恵   | 6:23 |
| 11.                                                                    | 「夢をつないで」           | 辛島美登里（except M-12 作詞：辛島美登里・ 永井真理子 ） | 辛島美登里（except M-12 作詞：辛島美登里・ 永井真理子 ） | 若草恵   | 5:34 |
| 12.                                                                    | 「Merry X'mas to you」     | 辛島美登里・永井真理子                                   | 辛島美登里（except M-12 作詞：辛島美登里・ 永井真理子 ） | 若草恵   | 5:41 |
| 合計時間:                                                              | 合計時間:                  | 合計時間:                                                | 60:35                                                    |          |      |

## 参加ミュージシャン
Drums : Hideo Yamaki（M1,M2,M4）,Eiji Shimamura（M3,M5,M7）,Yuichi Togashiki（M6,M8）
Bass : Chiharu Mikuzuki（M2,M3,M4）, Kenji Takamizu（M5,M7）,Kouki Itoh（M6,M8）
Electric Guitar : Tsuyoshi Kon（M2,M4）,Masaki Matsubara（M3,M5,M6,M7,M8）
Keyboards : Jun Satoh（M1,M2,M4）,Ryouichi Kuniyoshi（M2,M4）,Ken Shima（M3,M5,M6,M7,M8）,Kei Wakakusa（M3,M5,M6,M7,M8）,Ichiro Nagata（M9）,Akifumi Tada（M9）,Fefian Reza Pane（M10）
Harp : Keiko Yamakawa（M5,M6）
Strings : Masatsugu Shinozaki Strings（M5,M6,M8,M10）
Synthesizer Programmer : Keishi Urata（M1,M2,M4）,Takayuki Negishi（M3,M5,M6,M7,M8）
Synthesizer Operator : Tetsuo Ishikawa（M1）,Takayuki Negishi（M9）
Synthesizer Asistant Operator : Kunihiko Tominaga（M1）
Chorus : Kiyoshi Hiyama（M2,M8）,Jun Satoh（M2）,If（M4,M8）,Yasuhiro Kido（M8）
Oboe : Masaichi Ishibashi（M5,M6）
Flute : Takashi Asahi（M6）,Takeshi Shinohara（M6）
Horn : Hiroshi Matsuzaki（M6）
Percussion : Masato Hashida（M3,M6,M8）,Nobu Saitoh（M5,M7）